# Bilha
Bilha (hebrejsky בִּלְהָה‎, Bilha), přepisováno též jako Bála, je biblická postava, která byla služkou Ráchel. Její jméno je vykládáno jako „Úlek“ či „Opotřebovaná“. Protože Ráchel neměla děti, dala svou služku Bilhu svému muži Jákobovi za ženinu. Bilha z tohoto svazku s Jákobem porodila syny Dana a Neftalího. Později se Bilha stala chůvou Benjamína – nejmladšího syna Ráchel, která brzy po porodu zemřela. Tehdy došlo k incidentu s Jákobovým lůžkem, do něhož byl zapleten nejstarší Jákobův syn Rúben. Tento incident je v knize Genesis popsán tak, jakoby „šel Rúben a ležel s ženinou svého otce Bilhou.“